# Mariquita-do-sul
A mariquita-do-sul (Setophaga pitiayumi) é uma ave passeriforme da família Parulidae.

## Características
A mariquita mede aproximadamente 11 cm de comprimento e pesa cerca de 7,5 gramas. Possui as partes superiores predominantemente azuis-cinzentas e as partes inferiores amarelo-vivo, com a tornando-se laranja no peito e branca sob a cauda. Apresenta duas faixas brancas nas asas.
É encontrada do sul dos Estados Unidos (Texas) e nordeste do México (Sonora) até o norte da Argentina, incluindo Trinidad e Tobago. No Brasil, ocorre do Maranhão ao Rio Grande do Sul.